# Sitio de Vitoria (1521)
El sitio de Vitoria de 1521 fue el asedio de dicha ciudad alavesa en los primeros días de marzo del año 1521 por las tropas comuneras de Pedro López de Ayala, conde de Salvatierra, en el marco de la Guerra de las Comunidades de Castilla.
El asedio tuvo lugar después que el conde interceptó la artillería real en el valle de Arratia el 8 de marzo. Inmediatamente, se dirigió a Vitoria, leal a Carlos I, y la cercó con sus 10 000 hombres (o 13 000 según asevera él mismo en un documento, utilizado posteriormente en los diccionarios biográficos de la Real Academia de Historia). Dado que parecía inútil resistir con las armas, la ciudad prefirió, instigada por Antonio Gómez de Ayala — amigo del conde—, negociar la retirada de las tropas en los siguientes términos:
- Se le entregaría a su hijo Atanasio de Ayala.
- Se expulsaría de la ciudad a los amigos y parientes del diputado general de la provincia Diego Martínez de Álava, entre ellos: Pedro Martínez de Álava el viejo, Pedro Martínez de Álava el mozo, Andrés Díaz de Esquide, Diego Martínez de Maestu, Juan de Álava y el licenciado Arana, todos los cuales partieron con sus esposas y criados para el castillo de Bernedo.[nota 1]
- Vitoria juraría por las Comunidades.[nota 2]

Concedidos estos puntos, el conde se retiró sin entrar en Vitoria, a pesar de que el historiador Manuel Danvila afirmase erróneamente que «todas las medidas de seguridad (...) no evitaron que el conde de Salvatierra con sus parciales entrase en Vitoria y proclamaran la comunidad (...) lo cual no se refleja en sus actas municipales.»
El 10 de marzo la ciudad negó estar en Comunidad y reafirmó su lealtad al rey. Dos días después autorizó a que regresaran las personas desterradas «cuando el conde de Salvatierra quiso asaltar la ciudad y puso un ejército sobre ella» y dispuso, en contraparte, que los que se marcharon con él no podrían volver bajo graves penas.